# ساروفوتسو، هوکایدو
ساروفوتسو، هوکایدو (به لاتین: Sarufutsu, Hokkaido) یک منطقهٔ مسکونی در ژاپن است که در Sōya Subprefecture واقع شده‌است. ساروفوتسو ۲٬۸۲۲ نفر جمعیت دارد.